# Рупор

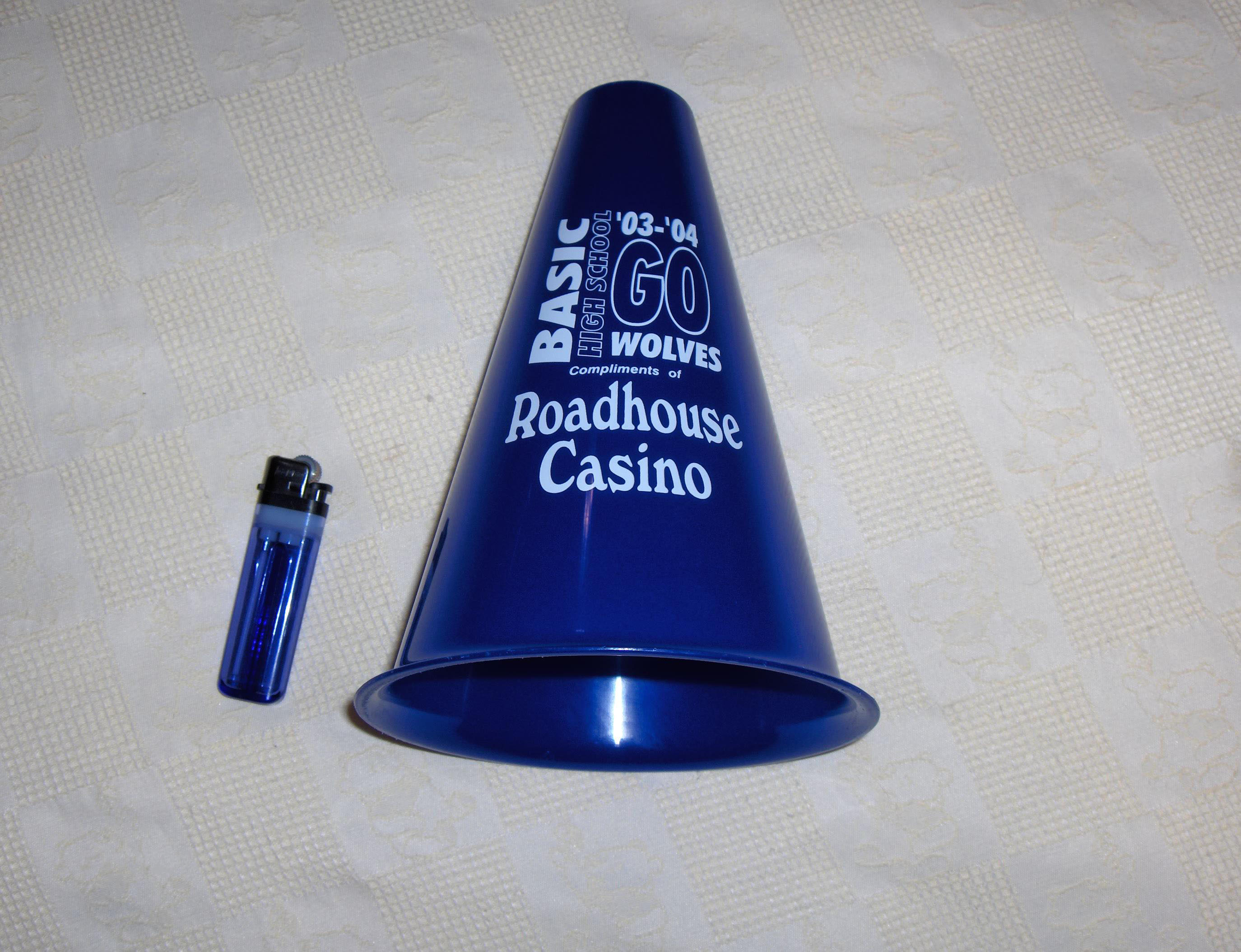
Обычный рупор.

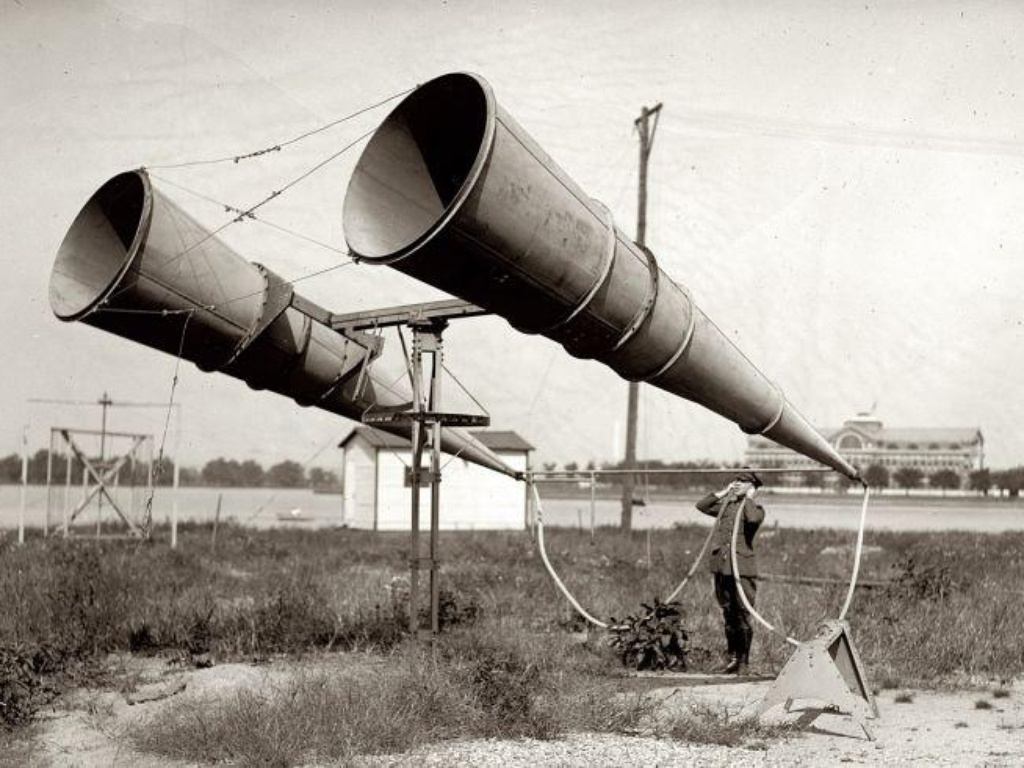
Средства звукового наблюдения времен Первой Мировой войны.

Ру́пор (от нидерл. roeper от roepen — кричать) — морская говорная, переговорная труба, труба в форме усечённого конуса, предназначенная для направленной передачи звука, например голоса или сигнала клаксона. Так же Стенторофоническая труба (устар.). 
Рупор применяется:
- для усиления звуковой отдачи какого-либо источника (мембраны, голоса и другого);
- для концентрации звукового излучения в области некоторого более или менее узкого телесного угла;
- для усиления звука, приходящего от далекого источника, путем концентрации звука от широкого к узкому концу[3] (например слуховой рожок[4]).

Рупоры применялись главным образом на кораблях и судах для командования и переговоров с одного кораблях (судна) на другое. Позже применялись не только для передачи, но и для направленного приёма звука как средства звукового наблюдения в формированиях противовоздушной обороны или в качестве устройств для улучшения слуха.
Рупор был изобретен в 1670 году англичанином Сэмюэлем Морландом. Свой первый рупор он сделал из стекла, а затем стал делать их из меди.
Рупор, имеющий узкую диаграмму направленности, должен иметь большое выходное отверстие и малый угол при вершине конуса. Рупоры неэффективны на низких частотах, когда длина передаваемой звуковой волны больше длины усечённой конической части. Рупоры, радиус которых растёт экспоненциально при удалении от входного отверстия, передают сигнал с меньшим искажением по сравнению с коническими рупорами.
На кораблях применялись рупоры длиной до двух метров со входным отверстием диаметром 5 сантиметров и выходным отверстием в 15—25 сантиметров. Рупор длиной в 1,5 метра позволяет отчётливо передавать речь на расстояние до 1,5—2 километров. Слова, произносимые громким голосом в рупор длиной 5,5—7,5 метров, могут быть слышны на расстоянии до 5,5 км.